# Red Bull Flugtag

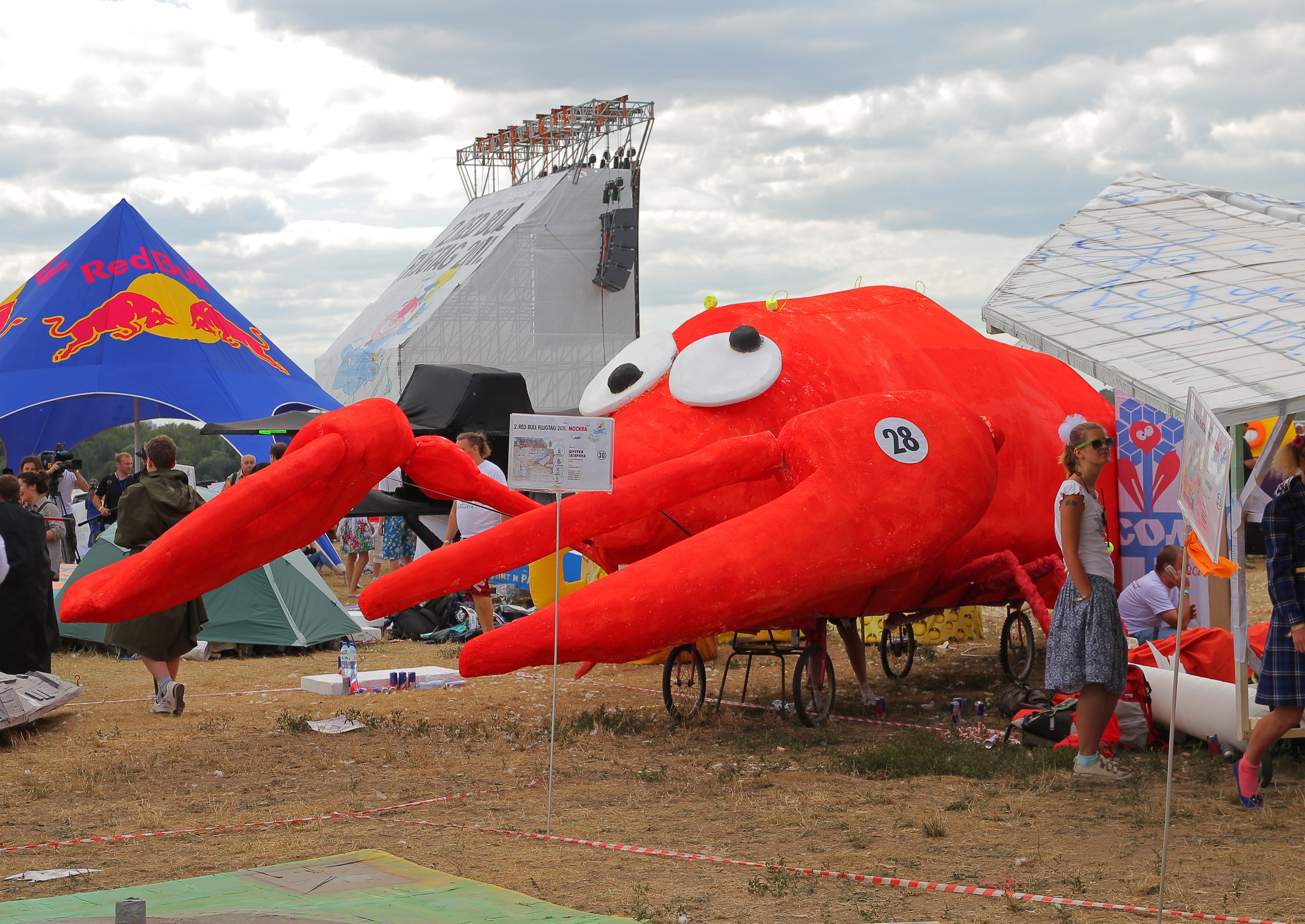
Red Bull Flugtag 7 серпня 2011 у Москві

«Red Bull Flugtag» — чемпіонат саморобних літальних апаратів. Проводиться з 1991 року при спонсорстві компанії «Red Bull» як частина маркетингового проекту власника Red Bull Дитриха Матешица.
На «Red Bull Flugtag» команди сміливців створюють свій власний літальний апарат, на якому розганяються і злітають з 6-метрового трампліну в воду. Політ оцінюється за трьома критеріями: дальність польоту, оригінальність літального апарата та креативність виступу команд на трампліні.
Перший в історії «Red Bull Flugtag» відбувся у Відні в 1991 році. Рекорд найдальшого польоту був встановлений в 2000 році на Red Bull Flugtag в Австрії, коли пілот пролетів майже 60 метрів. Перша українська команда на чолі з капітаном Олегом Скрипкою — солістом групи «Воплі Відоплясова» — здійснила політ над Москва-рікою на «Red Bull Flugtag» у Москві. Екіпаж української команди присвятив свій 9-метровий політ дружбі народів України та Росії.